# Emmanuel Combe
Pour les articles homonymes, voir Combe (homonymie).
 (août 2022).
Emmanuel Combe, né le 17 avril 1968, est un économiste français. 

## Biographie

### Jeunesse et études
Il entre en 1987 à l'Ecole Normale Supérieure de Fontenay/Saint Cloud (devenue l'ENS de Lyon) en section histoire & philosophie, après deux années de classe prépa littéraire (1985-1987). Il est admis à Sciences Po Paris en 1988. Après une Maîtrise d'histoire et un Master 2 d'économie, il soutient un doctorat en sciences économiques (1994) à l'Université de Paris 1 Panthéon Sorbonne, dont le sujet est : « Alliances entre firmes et course technologique : éléments théoriques et application a l'industrie des circuits intégrés standards » sous la direction de Jean-Louis Mucchielli. 
En 1998, il est reçu au concours de l'agrégation du supérieur de droit et sciences économiques et devient professeur des universités.

### Parcours professionnel
Emmanuel Combe a été successivement Maître de conférences en sciences économiques à l'Université de Paris-11 (1995-1998), professeur à l'Université du Havre (1998-2001), de Paris Créteil (2002-2005) et de Paris 1 Panthéon-Sorbonne depuis 2006. 
Il a été membre du Collège du Conseil de la Concurrence de 2005 à 2009, puis de l'Autorité de la concurrence de 2009 à 2012.
De juin 2007 à juin 2009, Emmanuel Combe devient chargé de mission auprès du Secrétaire d'Etat à l'industrie et à la consommation, Luc Chatel. Il rédige à cette occasion, avec Charles Beigbeder, un rapport sur "Le low cost : un levier de pouvoir d'achat".
De juin 2009 à mai 2012, Emmanuel Combe devient chargé de mission auprès du Ministre de l’Éducation Nationale, Luc Chatel, et participe à la mise en place de l’enseignement obligatoire de l’économie en classe de seconde[réf. nécessaire].

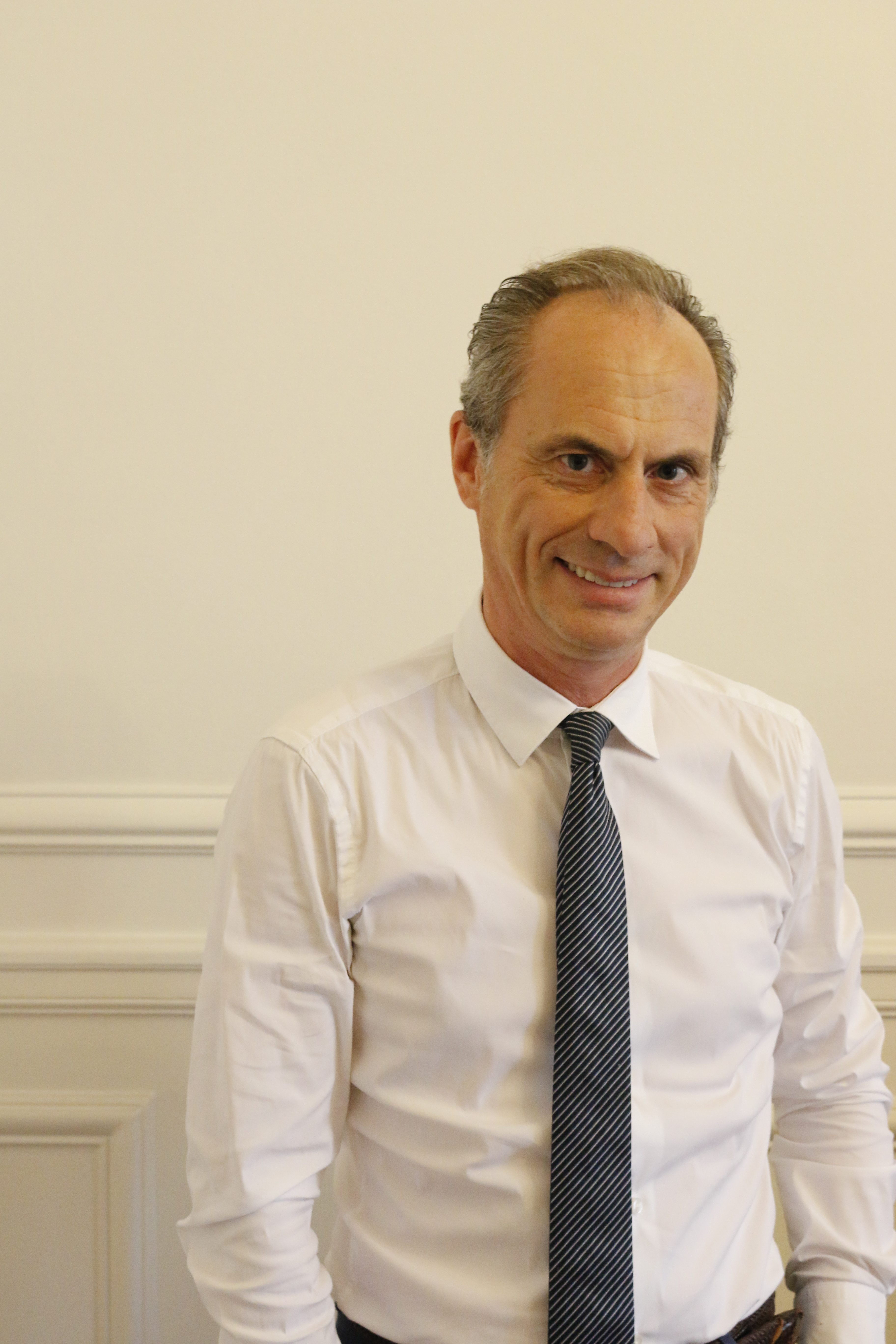
Emmanuel Combe à l'Autorité de la concurrence.

En novembre 2012, il est nommé Vice-Président de l’Autorité de la concurrence. En 2017, il est reconduit pour un second mandat, par décret du président de la République.
Il est professeur à l'ESCP Europe de 1998 à 2017, et à Skema Business School depuis 2017.
Chroniqueur à L’Opinion depuis 2015 et aux Echos depuis 2020, il s’exprime régulièrement dans les médias et publie des travaux académiques sur la concurrence ainsi que des études avec des think tanks parmi lesquels la Fondapol. Son dernier ouvrage "Chroniques décalées d'un économiste" a obtenu en Novembre 2022 le prix lycéen du meilleur livre d'économie.  
Il est président de la Société d'économie politique depuis 2021.
Il est président par intérim de l'Autorité de la concurrence, entre le non-renouvellement d'Isabelle de Silva à l'issue de son mandat en octobre 2021 et la nomination de Benoît Cœuré en janvier 2022.

## Prises de positions
Se définissant comme un économiste social-libéral, Emmanuel Combe prend part à la campagne pour l’élection de Nicolas Sarkozy en 2007, en travaillant sur le programme économique du candidat, au sein de l’équipe dirigée par Emmanuelle Mignon. 
Sans engagement politique de 2012 à 2016, il rejoint le mouvement En marche! en septembre 2016 et participe au groupe de travail « concurrence et numérique », dans le cadre de la campagne présidentielle du candidat Emmanuel Macron[source insuffisante]. 

## Distinction
- Officier de l'ordre national du Mérite (2019[5], chevalier en 2008[6]) - décoration reçue des mains d'Emmanuel Macron en octobre 2021[7].

## Ouvrages
- 1996 : Précis d'économie, PUF
- 2002 : L’Organisation Mondiale du Commerce, A. Colin
- 2004 : Cartels et entente, PUF[8]
- 2016 : La Politique de la concurrence, Repères
- 2018 : Petit manuel (irrévérencieux) d'économie, éditions Concurrences[9] (préface de Xavier Niel, avant-propos de Bruno Lasserre), recueil de chroniques à L’Opinion
- 2019 : Le low cost, Repères[10]
- 2020 : Économie et politique de la concurrence, Dalloz
- 2021 : La concurrence, PUF[11]
- 2021 : Competition policy : an empirical and economic approach, Wolters Kluwer
- 2022 : Chroniques (décalées) d'un économiste, Concurrences[12] (préface d'Anne Méaux), recueil de chroniques à L'Opinion
- 2022 : La concurrence, 2ème édition augmentée, PUF
- 2022 : Précis d'économie, 16ème édition actualisée, PUF
- 2023 : Le transport aérien, La Découverte (écrit avec Paul Chiambaretto) [13]